# Chmiňany
Chmiňany este o comună slovacă, aflată în districtul Prešov din regiunea Prešov. Localitatea se află la altitudinea de 379 m deasupra n.m., se întinde pe o suprafață de 7,53 km2 și în 2017 număra 966 de locuitori. Se învecinează cu comuna Brežany.

## Istoric
Localitatea Chmiňany este atestată documentar din 1332.

## Demografie
| An:                | 1994 | 2004    | 2014    | 2024    |
| ------------------ | ---- | ------- | ------- | ------- |
| Număr de persoane: | 624  | 783     | 927     | 1069    |
| Diferență:         |      | +25,48% | +18,39% | +15,31% |

| An:                | 2023 | 2024   |
| ------------------ | ---- | ------ |
| Număr de persoane: | 1058 | 1069   |
| Diferență:         |      | +1,03% |